# インコグニート
インコグニート（Incognito）は、ジャン＝ポール・"ブルーイ"・モーニックによって1979年に結成された、イギリス・ロンドン発のジャズ・ファンク、アシッド・ジャズのバンド。アシッド・ジャズのムーブメントを作ったバンドの一つである。
「Incognito」は「匿名（者）」の意味を持つ。

## 歴史
- 1979年結成。
- 1981年、ファースト・アルバム『ジャズ・ファンク』をリリースした。全英チャート28位を記録する[2]。
- 1990年初頭、トーキング・ラウド・レーベル立ち上げに参画する。
- 1991年、シングル「Always There」が全英6位のヒットとなる。UKアシッド・ジャズ・シーンで不動の地位を得る。

## メンバー

### 最新メンバー
- ジャン＝ポール・"ブルーイ"・モーニック (Jean-Paul 'Bluey' Maunick)
- チッコ・アロッタ (Chicco Allotta)
- ヴァネッサ・ヘインズ (Vanessa Haynes)
- モー・ブランディス (Mo Brandis)
- ナタリー・ウィリアムズ (Natalie Williams)
- フランシス・ヒルトン (Francis Hylton)
- フランチェスコ・メンドリア (Francesco Mendolia)
- ジョアン・カエターノ (João Caetano)
- シド・ゴールド (Sid Gauld)
- ジェイミー・アンダーソン (Jamie Anderson)
- トレヴァー・マイアーズ (Trevor Mires)
- メイサ・リーク (Maysa Leak)
- トニー・モムレル (Tony Momrelle)
- イマーニ (Imaani)
- チャーリー・アレン (Charlie Allen)
- ケイティ・レオーネ (Katie Leone)
- ナタリー・ダンカン (Natalie Duncan)

### 旧メンバー
- クリス・ボッティ (Chris Botti)
- ジョスリン・ブラウン (Jocelyn Brown)
- ジョイ・ローズ (Joy Rose)
- ピート・レイ・ビギン (Pete Ray Biggin)
- ニック・ドゥーベイ (Nick Doobay)
- カーリーン・アンダーソン (Carleen Anderson)
- パメラ・アンダーソン (Pamela Anderson)
- グラハム・ハーヴェイ (Graham Harvey)
- ドミニク・スキー・オークンフル (Dominic 'Ski' Oakenfull)
- ジュリアン・クランプトン (Julian Crampton)
- リチャード・ベイリー (Richard Bailey)
- クリストファー・バリン (Christopher Ballin)
- マーク・アンソニー (Marc Anthoni)
- リアム・スペンサー (Liam Spencer)
- ザビエル・バーネット (Xavier Barnett)
- バド・ビードル (Bud Beadle)
- ケリー・セイ (Kelli Sae)
- カレン・バーノッド (Karen Bernod)
- マックス・ビーズリー (Max Beesley)
- リチャード・ブル (Richard Bull)
- マット・クーパー (Matt Cooper)
- サイモン・コッツワース (Simon Cotsworth)
- サラ・ブラウン (Sarah Brown)
- レイ・カーレス (Ray Carless)
- パトリック・クラハー (Patrick Clahar)
- マット・コールマン (Matt Coleman)
- クリス・デマーガリー (Chris DeMargary)
- トーマス・ディアニ・アクル (Thomas Dyani-Akuru)
- ゲイル・エヴァンス (Gail Evans)
- エイドリアン・フライ (Adrian Fry)
- アンディ・ガンガディーン (Andy Gangadeen)
- ギャヴィン・ハリソン (Gavin Harrison)
- ピーター・ハインズ (Peter Hinds)
- ランディ・ホープ＝テイラー (Randy Hope-Taylor)
- エド・ジョーンズ (Ed Jones)
- ジョイ・マルコム (Joy Malcolm)
- ノエル・マッコイ (Noel McKoy)
- リンダ・ミュリエル (Linda Muriel)
- クイントン・カラザース (Quinton Caruthers)
- ケヴィン・ロビンソン (Kevin Robinson)
- ウィンストン・ロリンズ (Winston Rollins)
- ゲイリー・サンクチュアリ (Gary Sanctuary)
- スノーボーイ (Snowboy)
- カール・ヴァンデンボッシェ (Karl Vandenbossche)
- ファイヤズ・ヴィルジ (Fayyaz Virji)
- タイロン・ヘンリー (Tyrone Henry)
- トニー・レミー (Tony Remy)
- アンディ・ロス (Andy Ross)
- ニコル・トムソン (Nichol Thomson)
- フランシスコ・セールス (Francisco Sales)

## コラボ他
- Fantastic Plastic Machine : アルバム『too』 ※「Reaching for the Stars」に参加

## ディスコグラフィ

### スタジオ・アルバム
- 『ジャズ・ファンク』 - Jazz Funk (1981年)
- 『インサイド・ライフ』 - Inside Life (1991年)
- 『トライブス、ヴァイブス・アンド・スクライブス』 - Tribes, Vibes + Scribes (1992年)
- 『ポジティヴィティ』 - Positivity (1993年)
- 『ワン・ハンドレッド・アンド・ライジング』 - 100ﾟ And Rising (1995年)
- 『ビニース・ザ・サーフェス』 - Beneath The Surface (1996年)
- 『NO TIME LIKE THE FUTURE』 - No Time Like The Future (1999年)
- 『ライフ・ストレンジャー・ザン・フィクション』 - Life, Stranger Than Fiction (2001年)
- 『フー・ニーズ・ラヴ』 - Who Needs Love (2003年)
- 『アドヴェンチャーズ・イン・ブラック・サンシャイン』 - Adventures in Black Sunshine (2004年)
- 『イレヴン』 - Eleven (2005年)
- 『ビーズ&シングス&フラワーズ』 - Bees + Things + Flowers (2006年)
- 『テールズ・フロム・ザ・ビーチ』 - Tales From The Beach (2008年)
- 『トランスアトランティック・RPM』 - Transatlantic Rpm (2010年)
- 『サリアル』 - Surreal (2012年)
- 『アンプリファイド・ソウル』 - Amplified Soul (2014年)
- 『イン・サーチ・オブ・ベター・デイズ』 - In Seach Of Better Days (2016年)
- 『トゥモローズ・ニュー・ドリーム』 - Tomorrow's New Dream (2019年)
- 『イントゥ・ユー』 - Into You (2023年)

### ライブ・アルバム
- 『トーキョー・ライヴ・1996』 - Tokyo Live 1996 (1997年)
- 『ライヴ・イン・ロンドン ザ・サーティース・アニヴァーサリー』 - Live in London: The 30th Anniversary Concert (2010年)
- Live in London: The 35th Anniversary Show (2015年)
- 『Estival Jazz, Lugano, Switzerland 2010』 - Estival Jazz, Lugano, Switzerland 2010 (2023年)

### リミックス・アルバム
- 『ザ・ベスト・リミックス・イン・ザ・ハウス』 - Remixed (1996年)
- 『フューチャー・リミックス』 - Future Remixed (2000年)
- EP - Life, Stranger Than Fiction: Remixes (2001年)
- 『ラヴ・バイ・ラヴ～フー・ニーズ・ラヴ・リミキシーズ』 - Love X Love: Who Needs Love Remixes (2003年)
- 『フィード・ユア・ソウル』 - Feed Your Soul: Remixed (2005年) ※with ライス・アーティスト
- 『モア・テイルズ・リミックスド』 - More Tales: Remixed (2008年) ※with ライス・アーティスト

### コンピレーション・アルバム
- Blue Moods (1997年)
- 『オールウエイズ・ゼア : ベスト・オブ・インコグニート』 - Always There - The Best Of Incognito (1998年) ※日本のみ
- The Best of Incognito (2000年)
- 『ワン・ネーション～ジャパニーズ・アーティスツ・リミックストゥ&プロデュースドゥ・バイ・インコグニート』 - One Nation (Japanese Artists Remixed & Produced By Incognito) (2003年) ※ブルーイが日本人によるダンス・ポップ系楽曲をリミックス的にリメイク
- Let the Music Play (2005年)
- The Millennium Collection: The Best of (2006年)
- 『スーヴェニール・フォー・ジャパン』 - Souvenir For Japan (2013年)
- 『アナザー・ページ・オブ・インコグニート』 - Another Page Of Incognito (2017年)
- Always There 1981-2021 (40 Years & Still Groovin') (2021年)
- 『TOKYO DREAMS』 - Tokyo Dreams (2023年) ※日本のみ。ライブ&レア・トラック集

### シングル
- "Parisienne Girl" (1980年)
- "Incognito" (1981年)
- "North London Boy"/"Second Chance" (1981年)
- "Today's People" (1989年)
- "Can You Feel Me" (1990年)
- "Always There" (1991年) featuring Jocelyn Brown
- "Inside Life" (1991年)
- "Crazy for You" (1991年) featuring Chyna Gordon
- 「ドント・ユー・ウォリー・アバウト・ア・シング」 - "Don't You Worry 'bout a Thing" (1992年)
- 「チェンジ」 - "Change" (1992年)
- 「スティル・ア・フレンド・オブ・マイン」 - "Still a Friend of Mine" (1993年)
- 「ギヴィング・イット・アップ」 - "Givin' It Up" (1993年)
- "Pieces of a Dream" (1994年)
- 「エヴリデイ」 - "Everyday" (1995年)
- 「アイ・ヒア・ユア・ネーム」 - "I Hear Your Name" (1995年)
- "Jacob's Ladder" (1995年)
- "Good Love" (1995年)
- "Spellbound and Speechless" (1995年)
- "Where Did We Go Wrong?" (1996年)
- 「ジャンプ・トゥ・マイ・ラヴ」 - "Jump to My Love"/"Always There" (1996年)
- 「アウト・オブ・ストーム」 - "Out of the Storm" (1996年)
- "Black Rain" (1999年)
- "I Can See the Future" (1999年)
- "It Ain't Easy" (1999年)
- "Wild & Peaceful" (1999年)
- 「ナイツ・オーヴァー・エジプト」 - "Nights over Egypt" (1999年)
- "Get into My Groove" (2000年)
- "Can't Get You Out of My Head" (2002年)
- "Morning Sun" (2002年)
- "Reach Out" (remixes) (2002年)
- "On the Road" (2003年)
- 「リッスン・トゥ・ザ・ミュージック/愛の法則」 - "Listen to the Music"/"The Principles of Love" (2004年)
- "Don't Turn My Love Away" (2004年)
- "Everything Your Heart Desires" (2004年)
- "The 25th Chapter" (2005年)
- "We Got Music" (2005年)
- "Show Me Love" (2005年)
- "Always There" (re-issue) (2005年)
- "Don't You Worry 'bout a Thing" (re-issue) (2005年)
- "Listen to the Music" (remix) (2006年)
- "This Thing Called Love" (remix) (2007年)
- "That's the Way of the World" (2007年)
- "I've Been Waiting" (2008年)
- "Happy People" (2009年)
- "Lowdown" (2010年)
- "1975" (2010年)
- "Keep Me in The Dark" (2023年)

### 映像作品
- 『インコグニート・イン・コンサート』 - Incognito in Concert (2004年) ※DVD
- Live in Jakarta (2009年) ※DVD
- Live In London - The 30th Anniversary Concert with special guests (2010年) ※DVD、Blu-ray
- 『ライヴ・イン・ロンドン : 35thアニヴァーサリー・ショウ』 - Live in London: The 35th Anniversary Show (2015年) ※DVD